# 檜垣誠司
 檜垣誠司（ひがき せいじ、1951年（昭和26年）5月25日 - ）は、日本の銀行家。りそなホールディングス取締役兼代表執行役社長、りそな総合研究所理事長等を歴任した。

## 略歴
- 1975年（昭和50年）4月- 早稲田大学政経学部卒業後、大和銀行（現・りそな銀行）へ入行[1]
- 2000年（平成12年）4月- 同新宿新都心支店長
- 2002年（平成14年）7月- 同融資第一部長
- 2003年（平成15年）
  - 3月-りそな銀行東京融資第二部長
  - 6月-同執行役東京融資第二部長
  - 10月-同執行役大阪融資第一部担当兼東京融資第一部担当
- 2005年（平成17年）6月- りそなホールディングス執行役内部監査部長
- 2006年（平成18年）6月- 同取締役監査委員会委員
- 2007年（平成19年）6月- 同取締役兼代表執行役社長
- 2013年（平成25年）4月- 同取締役・りそな銀行取締役副会長[2]
- 2013年（平成25年）6月- りそな総合研究所理事長
- 2014年（平成26年）3月- 同理事長退任